# 米爾內 (奧里希夫市鎮)
47°28′18″N 35°35′54″E / 47.47167°N 35.59833°E
米爾內（烏克蘭語：Мирне），是位於烏克蘭東南部的村莊，由扎波羅熱州波洛希區的奧里希夫市鎮負責管轄，始建於1928年，面積37.9平方公里，海拔高度114米，2001年人口872，人口密度每平方公里23人。